# Goldern (Niederaichbach)
Goldern ist ein Gemeindeteil in der Gemarkung Hüttenkofen der Gemeinde Niederaichbach im niederbayerischen Landkreis Landshut.

## Lage
Das Kirchdorf Goldern liegt etwa 1,5 Kilometer südöstlich von Niederaichbach im Isar-Inn-Hügelland.

## Geschichte
Das einstige Königsgut Golldaron, dessen Name auf die Goldwäscherei in der Isar zurückgeht, wird bereits 916 erwähnt, als König Konrad I. dem Kleriker Erchanfried hier ein Kammergut schenkte. Mit einer Urkunde vom 13. Juli 940 gab König Otto I. dem Grafen Markward zehn Schatzhöfe. Zwischen 994 und 1005 war der ausgedehnte Güterkomplex in der Hand des Edlen Ernst. Zwischen 1022 und 1031 kam der „locus Goldaron“ an einen Unfreien der Bamberger Bischofskirche mit Namen Gunthari.
Die Filiale Goldern wurde 1590 von der Pfarrei Kirchberg gelöst und dem Kloster Niederviehbach unterstellt, wo sie bis zur Säkularisation in Bayern 1803 blieb. Im Konskriptionsjahr 1752 gehörte Goldern mit dreizehn Anwesen zur Hofmark Niederaichbach. Nach der Gemeindebildung im 19. Jahrhundert wurde Goldern ein Teil der Gemeinde Hüttenkofen und war noch vor dem Dorf Hüttenkofen der größte Ort der Gemeinde. Bis zum Jahre 1860 stand im Ort eine romanische Kirche mit einer Friedhofsanlage. Bischof Riedl, der Goldern 1849 besuchte, fertigte eine Zeichnung dieses Gotteshauses mit dem Datum 6. September 1849 an. Nach ihrem Abriss wurde 1862 die jetzige Kirche errichtet.
Die Gemeinde Hüttenkofen-Goldern hatte ein sogenanntes „redendes“ Wappen. Es zeigt unter anderem einen goldfarbenen quer gestreiften Fluss, gemeint ist hier die goldführende Isar unweit des Ortes. Am 1. Januar 1971 wurde Goldern mit der aufgelösten Gemeinde Hüttenkofen im Zuge der Gebietsreform in Bayern ein Gemeindeteil der Gemeinde Niederaichbach.

## Sehenswürdigkeiten
- Filialkirche St. Andreas. Der neugotische Bau wurde 1862 errichtet. Der Turm der romanischen Vorgängerkirche blieb bis zum Jahr 1890 erhalten, als die Kirche den jetzigen, schlankeren  Turm erhielt. Die Ausstattung mit dem Kirchenpatron St. Andreas am Hochaltar entstand 1868 nach dem Plan von Bildhauer Josef Schuler sen. 1866 schuf Meister Johann Rödl aus Landshut die Orgel. Die Nazarenerfassung des Deggendorfer Kirchenmalers Jakob Hämmerl aus dem Jahre 1896 wurde bei der Renovierung 1997 wiederhergestellt.

## Vereine
- Freiwillige Feuerwehr Goldern. Sie wurde am 19. Juli 1874 gegründet.